# شهرستان مندلیفسکی
شهرستان مندلیفسکی (به لاتین: Mendeleyevsky District) یک شهرستان در روسیه است که در تاتارستان واقع شده‌است.